# Fuencisla Clemares
Fuencisla Clemares Sempere (Madrid, 1974) es una ejecutiva española, directora general de Google en España y Portugal desde 2016.

## Trayectoria
Clemares estudió Empresariales en la Universidad de Navarra. Al terminar su licenciatura, comenzó su carrera profesional en el sector de distribución en la cadena de hipermercados Continente, antes de ser adquirida por la multinacional Carrefour. En 2000, tras realizar su Máster en Administración y Dirección de Empresas (MBA) en el IESE Business School en Barcelona, empezó a trabajar en la consultora McKinsey, donde estuvo casi siete años y se especializó en Marketing y asesoramiento para empresas de distribución y telecomunicaciones de España y Francia.
En 2009, después de haber trabajado dos años en Carrefour como directora de compras y al frente de la división de Casa y Hogar, entró a trabajar en Google España como directora de retail y bienes de consumo. En noviembre de 2016, Clemares fue nombrada directora general de Google en España y Portugal, en sustitución de Javier Rodríguez Zapatero. En febrero de 2018, entró a formar parte del consejo directivo de la Asociación de Empresas de Gran Consumo (Aecoc).
Desde 2002, Clemares se ha involucrado en diferentes iniciativas relacionadas con la igualdad de género dentro del mundo empresarial: en McKinsey co-lideró la “Women Initiative” y en Google España es responsable de esta línea de trabajo. Además, de su labor directiva, participa en actividades formativas en el Programa Máster de IESE (Universidad de Navarra) y como profesora en el Instituto Superior para el Desarrollo de Internet (ISDI).

## Premios y reconocimientos
- Premio FEDEPE 2017, en la categoría Liderazgo Mujer Directiva, otorgado por La Federación Española de Mujeres Directivas, Ejecutivas, Profesionales y Empresarias.[13]